# 3512 Eriepa
3512 Eriepa (1984 AC1) là một tiểu hành tinh vành đai chính được phát hiện ngày 8 tháng 1 năm 1984 bởi Wagner, J. ở Flagstaff (AM).